# Sola David-Borha
 (août 2024).
Olusola « Sola » Adejoke David-Borha est la directrice générale (PDG) des régions Afrique au sein du groupe Standard Bank, une banque sud-africaine, depuis janvier 2017,,. Elle était la directrice générale (PDG)  de Stanbic IBTC Holdings jusqu'en janvier 2017 et était directrice adjointe et directrice exécutive de la banque d'affaires et d'investissement. Elle a été pendant 1 an et demi PDG de Stanbic IBTC Bank Plc de mai 2011 à novembre 2012 et a également dirigé la banque d'investissement pour l'Afrique (hors Afrique du Sud). Elle est vice-présidente du Nigerian Economic Summit Group depuis 2015. Elle a rejoint le conseil d'administration d'IBTC en juillet 1994 . Elle est administratrice non exécutive de Coca-Cola HBC AG depuis juin 2015. Elle a été pendant vingt et un an administratrice de Stanbic IBTC Holdings PLC de 1994 à mars 2017. Elle est membre du conseil d'administration de l'Université du Rédempteur  .

## Biographie

### Enfance et éducation
David-Borha est né à Accra, au Ghana, d'un père qui est  diplomate, ce qui signifiait  que la famille faisait beaucoup de voyage. La famille est rentrée  au Nigeria quand elle avait environ 10 ans. Sola a suivi ses études primaires et secondaires au Nigeria avant de terminer ses études à l'Université d'Ibadan( Nigéria), par une licence en économie dans les années 81 . Elle a ensuite poursuivi ses études pour obtenir un master en business d'administration (MBA) à la Manchester Business School en 1991. Sa formation de cadre supérieur comprend le programme de gestion avancée de la Harvard Business School et le programme Global CEO proposé conjointement par Wharton, IESE et CEIBS .
Elle est un membre honoraire du Chartered Institute of Bankers of Nigeria (CIBN) au Nigeria .

### Carrière
Mme David-Borha a commencé sa carrière à la NAL Merchant Bank qui est aujourd'hui Sterling Bank ), alors affiliée à American Express  pendant cinq ans de 1984 à 1989 , avant de rejoindre une société de banque d'investissement spécialisée, IBTC, qui a fusionné avec deux grandes  banques commerciales pour devenir une banque sous le nom de  IBTC Chartered en 2005. En 2007 le groupe Standard Bank Group  acquiert IBTC et est devenu Stanbic IBTC Holdings, où elle était directrice générale adjointe de la banque (Stanbic IBTC Bank) et responsable de la couverture bancaire internationale en Afrique (hors Afrique du Sud), avant de devenir directrice générale de Stanbic IBTC Bank en 2011 et directrice générale de Stanbic IBTC Holdings en 2012. En janvier 2017, Mme David-Bordha  devient  directrice générale du groupe Standard Bank ,.
Elle est administratrice non exécutive de CR Services Credit Bureau PLC et de l'école de commerce de l'Université d'Ibadan. Elle a rejoint le conseil d'administration de l'IBTC en juillet 1994. Elle est administratrice non exécutive de la compagnie Coca-Cola HBC AG depuis juin 2015. Elle est directrice de la Fate Foundation, Redeemer's International Secondary School , une école international secondaire . Elle est également membre du conseil d'administration de l'Université du Rédempteur.
En septembre 2020, la banque Stanbic IBTC Holdings a nommé madame  David-Borha au poste d'administrateur non exécutif.
Le 15 avril 2021, David-Borha a pris sa retraite après avoir exercer pendant trente-et-un ans chez Stanbic IBTC et a été remplacée au poste de directrice générale ( PDG) de Standard Bank Africa Regions par Yinka Sanni, jusqu'alors PDG de Stanbic IBTC Holdings Plc .

### Prix et reconnaissances
Madame David  a été nommée la  Femme d’affaires de l’année pour la région Afrique de l’Ouest en 2016 lors des évènements  All Africa Business Leaders Awards. Elle a également été nommée la  Femme d'affaires de cette  année pour l'Afrique tout entière ,.

### Vie personnelle
Madame David-Borha est pasteur de l'Église chrétienne rachetée de Dieu - Cité de David à Lagos, au Nigéria. Elle est mariée à M. David-Borha et de leur union ils ont trois enfants,.